# SCA-cupen
SCA-cupen är en årligen återkommande ishockeyturnering i Sundsvall, Västernorrlands län sedan år 1974 som arrangeras av IF Sundsvall Hockey, främst i Brandcode Center men där även enskilda matcher kan ske på annan arena i landet.   Vanligen sker SCA-cupen i slutet av augusti eller i början av september som en försäsongsturnering inför det stundande seriespelet i Svenska Hockeyligan och Hockeyallsvenskan. I de senaste årens upplagor har ishockeylagen IF Björklöven, Modo Hockey, Timrå IK samt Mora IK deltagit i cupen.  Turneringen sponsras av pappersmassaföretaget SCA.

## Segrare i SCA-cupen
Följande lag har vunnit SCA Cupen: (uppdaterad 21 april 2021) 
| Lag            | Antal | Segrar                                                                                         |
| -------------- | ----- | ---------------------------------------------------------------------------------------------- |
| Timrå IK       | 16    | 1980, 1988, 1996, 1998, 1999, 2000, 2001, 2005, 2008, 2009, 2010, 2011, 2016, 2017, 2022, 2023 |
| Skellefteå AIK | 6     | 1975, 1976, 1977, 1985, 1992, 1994                                                             |
| Modo Hockey    | 7     | 1989, 2012, 2013, 2014, 2015, 2019, 2024                                                       |
| Brynäs IF      | 4     | 1986, 1987, 2006, 2007                                                                         |
| IF Björklöven  | 4     | 1990, 2018, 2020, 2021                                                                         |
| Södertälje SK  | 3     | 1981, 2002, 2003                                                                               |
| Frölunda HC    | 3     | 1974, 1978, 1991                                                                               |
| Mora IK        | 3     | 1995, 1997, 2004                                                                               |
| Luleå Hockey   | 2     | 1982, 1983                                                                                     |
| Hammarby IF    | 1     | 1979                                                                                           |
| IF Helsingfors | 1     | 1993                                                                                           |
| S/G Hockey     | 1     | 1984                                                                                           |